# Gheorghe Ovseanicov
Gheorghe Ovseannicov, né le 12 octobre 1985 à Sîngerei, est un footballeur international moldave. Il occupe le poste d'attaquant au Zaria Bălți, club évoluant au sein du championnat de Moldavie.

## Carrière

### En club
Le 1er mars 2010, Ovseannicov rejoint le KS Cracovia, club de première division polonaise, tout comme son compatriote et coéquipier en sélection, Alexandr Suvorov, l'avait fait auparavant. Il y est prêté pour le reste de la saison. Son option d'achat est fixée à cent quatre-vingt mille euros. Il est ensuite prêté successivement à l'Hapoël Rishon LeZion, au Sunkar Kaskelen et au Rapid Chișinău.
En 2013, Gheorghe Ovseannicov signe en faveur du Dacia Chișinău. En février 2014, il s'engage avec le FC Tiraspol. En 2015, il est recruté par le Zaria Bălți.

### En sélection
Gheorghe Ovseannicov est international moldave depuis 2008. Il compte vingt-et-une sélections et a inscrit deux buts.